# Майкл Ротвелл (яхтсмен)
Майкл Ротвелл (англ. Michael Rothwell, 30 червня 1953 — 9 лютого 2025) — американський яхтсмен.
Срібний призер Олімпійських Ігор 1976 року в класі Торнадо.